# Luca Silvestrin
Luca Silvestrin (Venezia, 5 febbraio 1961 – Treviso, 21 agosto 2021) è stato un cestista italiano.
Alto 205 cm, in campo ha ricoperto il ruolo di ala-pivot nel periodo 1977-2000.

## Carriera
Esordisce in serie A a sedici anni nella sua città natale, sotto la guida di Tonino Zorzi vestendo i colori orogranata della Reyer Venezia, allora targata Canon, al quale resta legato fino alla stagione 1982-83.
Nella stagione 1983-84 si trasferisce nelle Marche, agli ordini dei coach Petar Skansi (fino al 6 ottobre 1983), Franco Bertini (fino al 6 dicembre 1983) ed infine sotto le direttive di coach Aza Nikolić (a partire dal 6 dicembre 1983), indossando la divisa della Scavolini Pesaro, e giocando con giocatori del calibro di Mike Sylvester e Walter Magnifico.
È la Libertas Forlì la società sportiva in cui milita il cestista veneto nella stagione successiva, in Serie A2, sotto le attente indicazioni di Ezio Cardaioli.
Nell'annata 1985-86, si trasferisce in Umbria, indossando la casacca biancorossa della Fermi Perugia.
Nella stagione 1986-87, ritorna in Serie A1, giocando nella Pallalcesto Amatori Udine, ed in quella seguente si trasferisce in Toscana nella Allibert Livorno, un'ottima annata in cui la società labronica raggiunge il suo apice, si qualifica per la Coppa Korać per la prima volta nella sua storia, con compagni di squadra quali Claudio Bonaccorsi, Nino Pellacani, che si completa alla perfezione a fianco di un Elvis Rolle nella sua miglior stagione in Italia, e Silvestrin che a Livorno si rigenera letteralmente ed un Rafael Addison che si rivela giocatore di eccezionale sostanza e di grande spettacolarità.
Al termine di quest'esaltante annata, torna a Pesaro, per poi far ritorno nel Granducato nelle tre stagioni nelle quali veste la maglia della Kleneex Pistoia, in serie A2.
Nelle due stagioni successive a Torino, nelle file della Auxilium, ricopre il ruolo di capitano, segnando un totale di 165 punti nelle 30 partite giocate agli ordini dei coach Federico Danna e Giuseppe Guerrieri.
Infine c'è un nuovo ritorno a casa per il giocatore veneziano, che ritorna a vestire i colori orogranata di Venezia fino alla stagione 1999-2000, intervallata con una breve parentesi ad Oderzo nella stagione 1996-97, ottenendo la promozione con la società lagunare.
Silvestrin nell'arco della sua lunga carriera ha partecipato a 18 campionati in serie A collezionando 578 presenze.

## Curiosità
- Nel 1982 ha recitato nella serie tv per ragazzi La pietra di Marco Polo, nell'episodio intitolato Il pivot.